# Henry Jackman
Henry Pryce Jackman, född 1 juni 1974 i Hillingdon, London, är en engelsk kompositör. Han har gjort musiken till filmer som Kick-Ass, X-Men: First Class, Mästerkatten, Röjar-Ralf, Captain Phillips, Big Hero 6, Kingsman: The Secret Service och Kong: Skull Island.
Han studerade vid St Paul's Cathedral School, Eton College och Oxfords universitet.

## Filmmusik (i urval)
- 2009 – Monsters vs Aliens
- 2010 – Kick-Ass
- 2010 – Gullivers resor
- 2011 – Nalle Puhs film – Nya äventyr i Sjumilaskogen
- 2011 – X-Men: First Class
- 2011 – Mästerkatten
- 2012 – Man on a Ledge
- 2012 – Abraham Lincoln: Vampire Hunter
- 2012 – Röjar-Ralf
- 2013 – G.I. Joe: Retaliation
- 2013 – This Is the End
- 2013 – Turbo
- 2013 – Kick-Ass 2
- 2013 – Captain Phillips
- 2014 – Captain America: The Winter Soldier
- 2014 – Big Hero 6
- 2014 – The Interview
- 2014 – Kingsman: The Secret Service
- 2016 – The 5th Wave
- 2016 – Captain America: Civil War
- 2016 – Jack Reacher: Never Go Back
- 2017 – Kong: Skull Island
- 2017 – Kingsman: The Golden Circle
- 2017 – Jumanji: Welcome to the Jungle
- 2018 – Röjar-Ralf kraschar internet
- 2019 – Pokémon: Detective Pikachu
- 2019 – 21 Bridges
- 2019 – Jumanji: The Next Level
- 2020 – Extraction
- 2021 – The Falcon and the Winter Soldier (TV-serie)
- 2021 – Ron rör om
- 2022 – The Gray Man
- 2022 – En annorlunda värld
- 2023 – Extraction 2
- 2024 – Red One
- 2025 – Smurfar
- 2027 – Godzilla x Kong: Supernova

## Datorspelsmusik (i urval)
- 1992 – McDonald Land
- 2007 – Colin McRae: Dirt
- 2015 – Just Cause 3
- 2016 – Uncharted 4: A Thief's End
- 2017 – Uncharted: The Lost Legacy